# Kasteel van Rochecotte
Het Kasteel van Rochecotte (Frans: Château de Rochecotte) is een kasteel bij Saint-Patrice in de Franse gemeente Coteaux sur Loire. Het kasteel is een beschermd historisch monument sinds 1948.